# ダイアン津田のバーディーチャンすー
『ダイアン津田のバーディーチャンすー』（ダイアンつだのバーディーチャンすー）は、2023年5月16日（15日深夜）から東海テレビで放送されているゴルフのレッスン番組である。放送時間は毎週火曜 0:25 - 0:40。

## 概要
ラウンド経験が浅い津田篤宏（ダイアン）と雪平莉左（愛知県出身）がティーチングライセンスA級の三浦プロから指導を受け、上達のコツを学ぶ。
2025年4月1日で初回からアシスタントを努めていた雪平莉左が番組を卒業。4月から後任のアシスタントオーディションが番組で行われ5月27日（26日深夜）の放送で、2代目アシスタントに雪平の事務所の後輩の森脇梨々夏が就任する事が発表された。

## 出演者
- 津田篤宏（ダイアン） - MC
- 三浦桃香 - ティーチングプロ・指導
- 森脇梨々夏 -（2代目アシスタント、2025年5月27日 -)

## 過去の出演者
- 雪平莉左 - 初代アシスタント（開始～2025年4月1日）